# Franco Andrés Sosa
Franco Andrés Sosa (Rafael Calzada, Argentina, 19 de septiembre de 1999) es un futbolista profesional argentino que se desempeña de delantero en Excursionistas de la Primera B Metropolitana.

## Trayectoria
Oriundo de Rafael Calzada, realizó sus divisiones inferiores en Temperley, debutando en el primer equipo gasolero el 1 de diciembre de 2014, donde con 15 años vio minutos en la derrota ante Independiente Rivadavia por 1-3.
Tras perder consideración en el plantel celeste, en marzo de 2021 se va en búsqueda de regularidad a Argentino de Quilmes, de la Primera B Metropolitana, en calidad de cedido. Tras quedar libre de Temperley, firma como jugador libre en El Mate para la temporada 2022.
Tras despedirse del club a través de sus redes sociales en diciembre de 2022, al mes siguiente es anunciada su cesión a Unión San Felipe de la Primera B chilena.

## Clubes
| Club                            | País      | Año       |
| ------------------------------- | --------- | --------- |
| Temperley                       | Argentina | 2014-2021 |
| → Argentino de Quilmes (cedido) | Argentina | 2021      |
| Argentino de Quilmes            | Argentina | 2022-2024 |
| → Unión San Felipe (cedido)     | Chile     | 2023      |
| Excursionistas                  | Argentina | 2025-Act. |